# Административно-территориальное деление Грузии

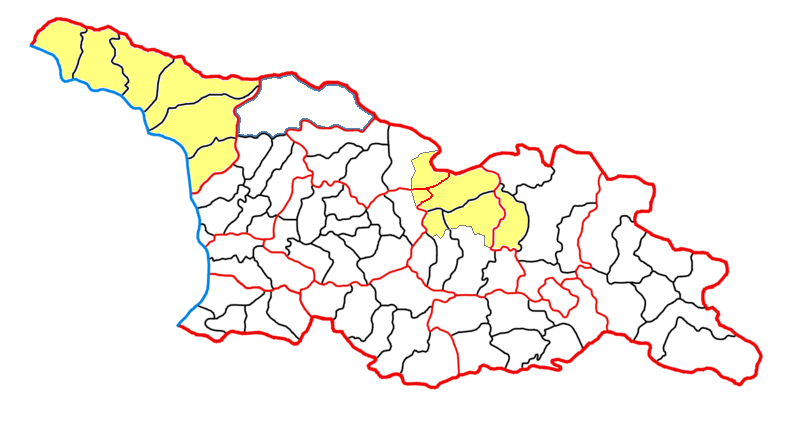
Абхазия и Южная Осетия (выделены жёлтым) на карте муниципалитетов и краёв Грузии

В административном отношении территория Грузии де-юре включает 1 город государственного значения (столица Тбилиси), 9 краёв (груз. მხარე mkhare) и 2 автономные республики (груз. ავტონომიური რესპუბლიკა avtonomiuri resp’ublik’a): Абхазскую и Аджарскую.
Территория Абхазской Автономной Республики, а также территория бывшей Юго-Осетинской автономной области, формально ставшая частями территорий краёв Шида-Картли, Мцхета-Мтианети, Рача-Лечхуми и Нижняя Сванетия и Имеретия, контролируются частично признанными государствами Республика Абхазия и Южная Осетия соответственно.

## Регионы
К регионам (административно-территориальным единицам Грузии 1-го уровня) относятся 1 город государственного значения (столица), 9 краёв и 2 автономные республики.
| Название                        | Население                 | Население                 | Население                |                                                                       |
| Название                        | 17.01.2002, перепись чел. | 05.11.2014, перепись чел. | 01.01.2022, оценка, чел. |                                                                       |
| ------------------------------- | ------------------------- | ------------------------- | ------------------------ | --------------------------------------------------------------------- |
| Всего                           | 4 371 535                 | 3 713 804                 | 3 688 647                |                                                                       |
| Тбилиси                         | 1 081 679                 | 1 108 717                 | 1 201 769                |                                                                       |
| Аджарская Автономная Республика | 376 016                   | 333 953                   | 355 462                  |                                                                       |
| Гурия                           | 143 357                   | 113 350                   | 105 347                  |                                                                       |
| Имеретия                        | 699 666                   | 533 906                   | 466 648                  | Частично контролируется де-факто независимой Республикой Южная Осетия |
| Кахетия                         | 407 182                   | 318 583                   | 304 919                  |                                                                       |
| Мцхета-Мтианетия                | 125 443                   | 94 573                    | 92 351                   | Частично контролируется де-факто независимой Республикой Южная Осетия |
| Рача-Лечхуми и Нижняя Сванетия  | 50 969                    | 32 089                    | 27 616                   | Частично контролируется де-факто независимой Республикой Южная Осетия |
| Самегрело-Верхняя Сванетия      | 466 100                   | 330 761                   | 301 213                  |                                                                       |
| Самцхе-Джавахетия               | 207 598                   | 160 504                   | 148 336                  |                                                                       |
| Квемо-Картли                    | 497 530                   | 423 986                   | 434 497                  |                                                                       |
| Шида-Картли                     | 314 039                   | 263 382                   | 250 489                  | Частично контролируется де-факто независимой Республикой Южная Осетия |
| Абхазская Автономная Республика | 1956                      |                           |                          | Контролируется де-факто независимой Республикой Абхазия               |

## Муниципалитеты
Административно-территориальными единицами 2-го уровня являются муниципалитеты (до 2006 года — районы, которые до 1994—1996 годов были регионами 1-го уровня до создания краёв, за исключением автономных республик).
Края и автономные республики формально подразделены на 67 муниципалитетов (груз. მუნიციპალიტეტი) и приравненные к ним 6 городов краевого (республиканского) подчинения, однако фактически Грузия включает  59 муниципалитетов и 4 города краевого (республиканского) подчинения — Батуми, Кутаиси, Поти, Рустави. В 2016—2017 годах такой же статус, приравненный к муниципалитетам, временно имели города-центры краёв: Озургети, Телави, Мцхета, Амбролаури, Зугдиди, Ахалцихе и Гори, а также неподконтрольный Цхинвали. В 2006—2008 годах в Грузии временно существовали муниципалитеты на подконтрольных ей до того момента территориях Абхазии (т. н. Верхняя Абхазия (Ажарский муниципалитет) в Кодорском ущелье) и Южной Осетии (Эредвинский, Куртский и Тигвинский муниципалитеты), благодаря которым число муниципалитетов увеличивалось до 71.
Муниципалитеты в свою очередь включают города (кроме городов республиканского и краевого значения со статусами, приравненными к муниципалитетам), все посёлки городского типа (груз. დაბა — даба) и сельские советы или общины (груз. საკრებულო — сакребуло), в том числе общинные сельсоветы (груз. თემის საკრებულო — темис сакребуло), поселковые советы (груз. სადაბო საკრებულო — садабо сакребуло) и сельские (деревенские) советы (груз. სოფლის საკრებულო — соплис сакребуло). По данным переписи населения 2014 года число сельских советов (общин) составляло 941. Все города и посёлки городского типа имеют свои городские советы (груз. საკრებულო — сакребуло). По данным переписи населения 2014 года в стране было учтено 54 города и 39 посёлков городского типа.

## История

### Российская империя
После присоединения к Российской империи в течение XIX века Картли-Кахетинского и Имеретинского царств, Гурийского, Мегрельского,Сванетского и Абхазского княжеств, а также захваченного Османской империей в XVI веке бывшего княжества Самцхе-Саатабаго, на территории Грузии установилось типичное для империи административно-территориальное устройство. В Кавказском наместничестве были созданы губернии и области, которые делились на уезды и округа. Исторические территории Грузии к 1917 году находились в границах 7 административно-территориальных единиц первого порядка Кавказского наместничества:
- Тифлисская губерния (образована в 1846 году), состоявшая из 9 уездов: Ахалкалакский, Ахалцихский, Борчалинский, Горийский, Душетский, Сигнахский, Телавский, Тионетский, Тифлисский;
- Кутаисская губерния (образована в 1846 году), состоявшая из 7 уездов: Зугдидский, Кутаисский, Лечхумский, Озургетский, Рачинский, Сенакский, Шорапанский;
- Батумская область (выделена в 1903 году из состава Кутаисской губернии), состоявшая из 2 округов: Артвинский, Батумский;
- два северо-западных округа Карсской области (образована в 1878 году): Ардаганский, Ольтинский;
- Сухумский округ (выведен из состава Кутаисской губернии в Особый округ в 1903 году);
- Гагринский участок Сочинского округа Черноморской губернии (передан в 1904 году из Сухумского округа);
- Закатальский округ (выведен из состава Тифлисской губернии в Особый округ в 1903 году).

Исторические грузинские земли, завоёванные турками в XVI веке, к 1914 году находились в границах 2 вилайетов Османской империи:
- Санджак Лазистан Трапезундского вилайета;
- Казы Испир, Киским, Тортум санджака Эрзурум Эрзурумского вилайета.

### Грузинская Демократическая Республика

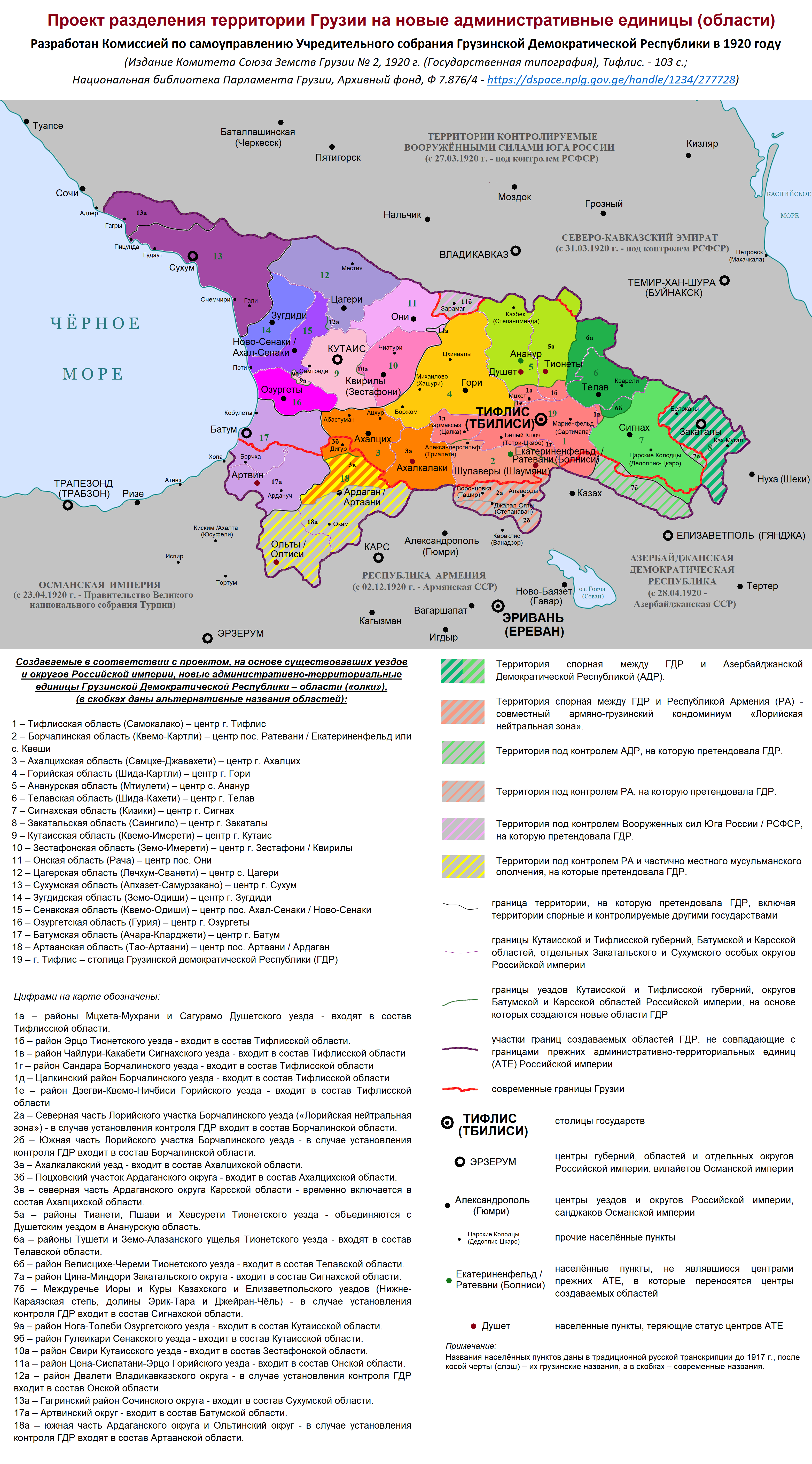
Карта Проекта разделения территории Грузии на новые административные единицы (области) в 1920 г.

Во время Грузинской демократической республики в соответствии с Проектом разделения территории Грузии на новые административные единицы (области), разработанном Комиссией по самоуправлению Учредительного собрания Грузинской Демократической Республики в 1920 году) было ликвидировано деление на губернии и области, сохранились уезды и округа, переименованные в области. Названия областей в основном были предложены по названиям их административных центров. Были внесены незначительные изменения в их границы и несколько прежних уездов и округов были объединены: Батумский и Артвинский округа — в Батумскую область, Ахалцихский и Ахалкалакский уезды — в Ахалцихскую область, Душетский и Тианетский уезды в Ананурскую область. Кроме того были созданы три автономных образования: Абхазская автономия (Сухумская область), Автономия Мусульманской Грузии (Батумская область) и Закатальская область. Было введено двухуровневое местное самоуправление: 18 областей и приравненная к ним столица Грузии — г. Тифлис (Тбилиси) на региональном уровне и 356 городов и общин на местном уровне. южная часть Ардаганского округа и Ольтинский округ — в случае установления контроля ГДР входят в состав Артаанской области.
Создаваемые в соответствии с проектом, на основе существовавших уездов и округов Российской империи, новые административно-территориальные единицы Грузинской Демократической Республики — области («олки»), (в скобках даны альтернативные названия областей):
1. Тифлисская область (Самокалако) — центр г. Тифлис
2. Борчалинская область (Квемо-Картли) — центр пос. Ратевани / Екатериненфельд или с. Квеши
3. Ахалцихская область (Самцхе-Джавахети) — центр г. Ахалцих
4. Горийская область (Шида-Картли) — центр г. Гори
5. Ананурская область (Мтиулети) — центр с. Ананур
6. Телавская область (Шида-Кахети) — центр г. Телав
7. Сигнахская область (Кизики) — центр г. Сигнах
8. Закатальская область (Саингило) — центр г. Закаталы
9. Кутаисская область (Квемо-Имерети) — центр г. Кутаис
10. Зестафонская область (Земо-Имерети) — центр г. Зестафони / Квирилы
11. Онская область (Рача) — центр пос. Они
12. Цагерская область (Лечхум-Сванети) — центр с. Цагери
13. Сухумская область (Апхазет-Самурзакано) — центр г. Сухум
14. Зугдидская область (Земо-Одиши) — центр г. Зугдиди
15. Сенакская область (Квемо-Одиши) — центр пос. Ахал-Сенаки / Ново-Сенаки
16. Озургетская область (Гурия) — центр г. Озургеты
17. Батумская область (Ачара-Кларджети) — центр г. Батум
18. Артаанская область (Тао-Артаани) — центр пос. Артаани / Ардаган. Артаанская область планировалась к созданию в случае установления контроля Грузии над южной частью Ардаганского округа и Ольтинским округом Карсской области.
19. г. Тифлис — столица Грузинской Демократической Республики.

### Грузинская ССР

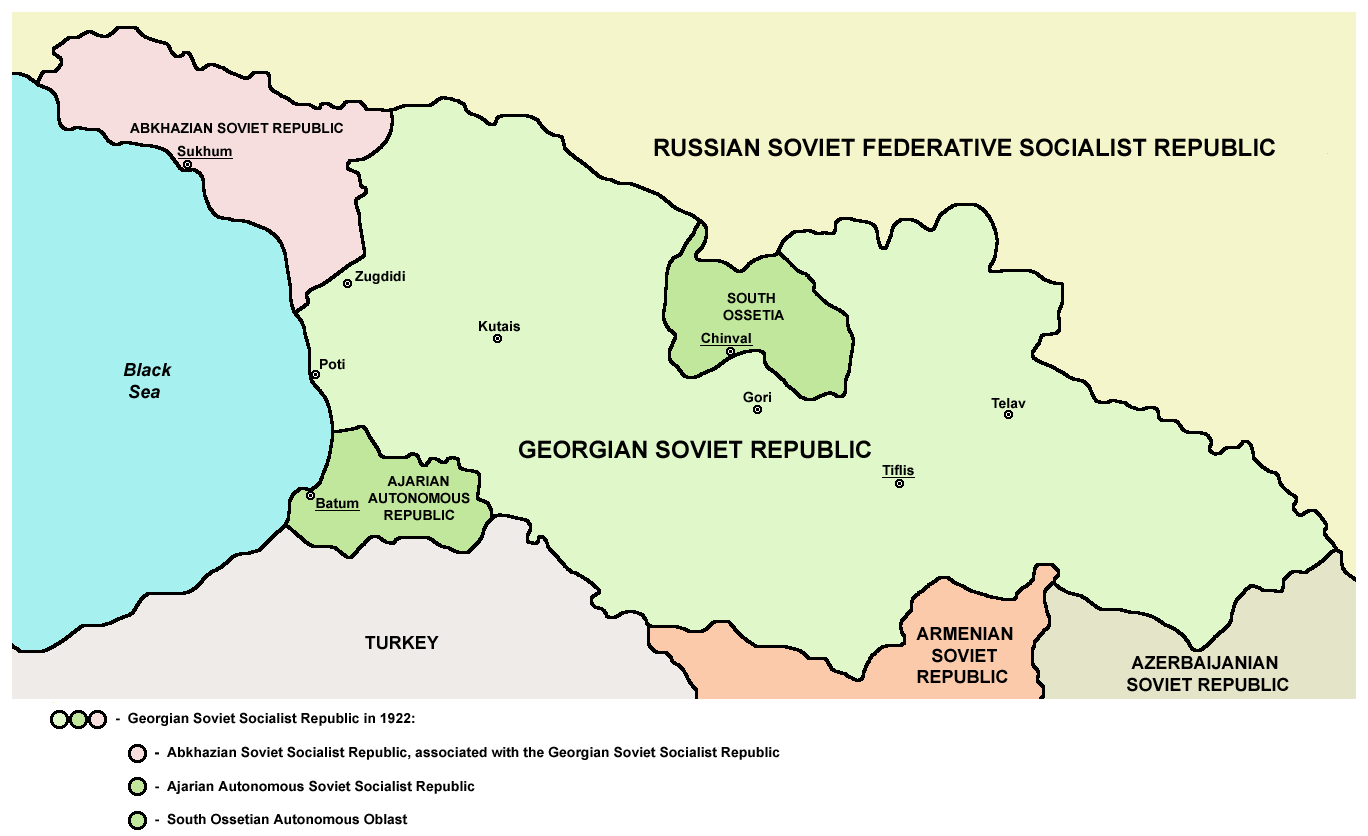
АТД ССР Грузия в 1922 году.

На момент образования СССР Социалистическая Советская Республика Грузия состояла из 16 уездов (которые делились на 448 волостей, или теми) и 3 автономных образований — Социалистическая Советская Республика Абхазия (образована 4 марта 1921 года как независимая советская социалистическая республика, после подписания 16 декабря 1921 г. особого союзного договора с ССР Грузии получила статус «договорной» автономной советской социалистической республики в составе Грузии), Автономная Социалистическая Советская Республика Аджаристан (образована как автономия грузин-мусульман 16 июля 1921 года) и Автономной области Юго-Осетии (образована 20 апреля 1922 года). В 1929 году часть уездов была преобразована в округа. При этом уезды и округа стали делиться на районы.
| Единицы 1-го порядка | Районы |
| -------------------- | --- |
| Горийский округ      | Боржомский, Горийский, Каспский, Хашурский |
| Кахетинский округ    | Гурджаанский, Кварельский, Лагодехский, Сигнахский, Телавский |
| Кутаисский округ     | Амбролаурский, Багдадский, Ванский, Зестапонский, Квемо-Сванетский, Кутаисский, Окрибский, Онский, Самтредский, Сачхерский, Хорагоульский, Хонский, Цагерский, Чиатурский, Чребалойский, Чхарский |
| Тифлисский округ     | Башкичетский, Борчалинский, Гаре-Кахетинский, Душетский, Люксембургский, Манглисский Мцхетский, Тетрисцхаройский, Тифлисский, Хевский, Цалкинский, Эрцо-Тианетский                                |
| Ахалкалакский уезд   | Ахалкалакский, Гореловский район |
| Ахалцихский уезд     | Ахалцихский, Бенарский, Толошский |
| Зугдидский уезд      | Зугдидский, Хобийский, Цаленджихский, Чхороцкуйский |
| Озургетский уезд     | Ланчхутский, Озургетский, Чохатаурский |
| Сенакский уезд       | Абашский, Мартвильский, Сенакский |
| ССР Абхазия          | районирование не проведено |
| Аджарская АССР       | Батумский, Кедский, Кобулетский, Хулойский |
| Юго-Осетинская АО    | Ахалгорский, Джавский, Цхинвалский |

Уже в 1930 году и округа, и уезды были упразднены, а входившие в их состав районы (в 1935 их было 48) переданы в прямое подчинение республики. При этом некоторые города, не вошедшие ни в один из районов, были объявлены городами республиканского подчинения. В 1931 статус ССР Абхазия был понижен до уровня АССР: Автономная Социалистическая Советская Республика Абхазия (19 февраля 1931 — 5 декабря 1936) или Договорная Абхазская Советская Социалистическая Республика (17 апреля 1930 — 5 декабря 1936). АО Юго-Осетии в 1934 году была переименована в Автономную область Южной Осетии. 5 декабря 1936 года, после принятия новой Конституции СССР, АССР Абхазия была переименована в Абхазскую Автономную Советскую Социалистическую Республику, АССР Аджаристан — в Аджарскую Автономную Советскую Социалистическую Республику, а АО Южной Осетии — в Юго-Осетинскую автономную область (ЮОАО).

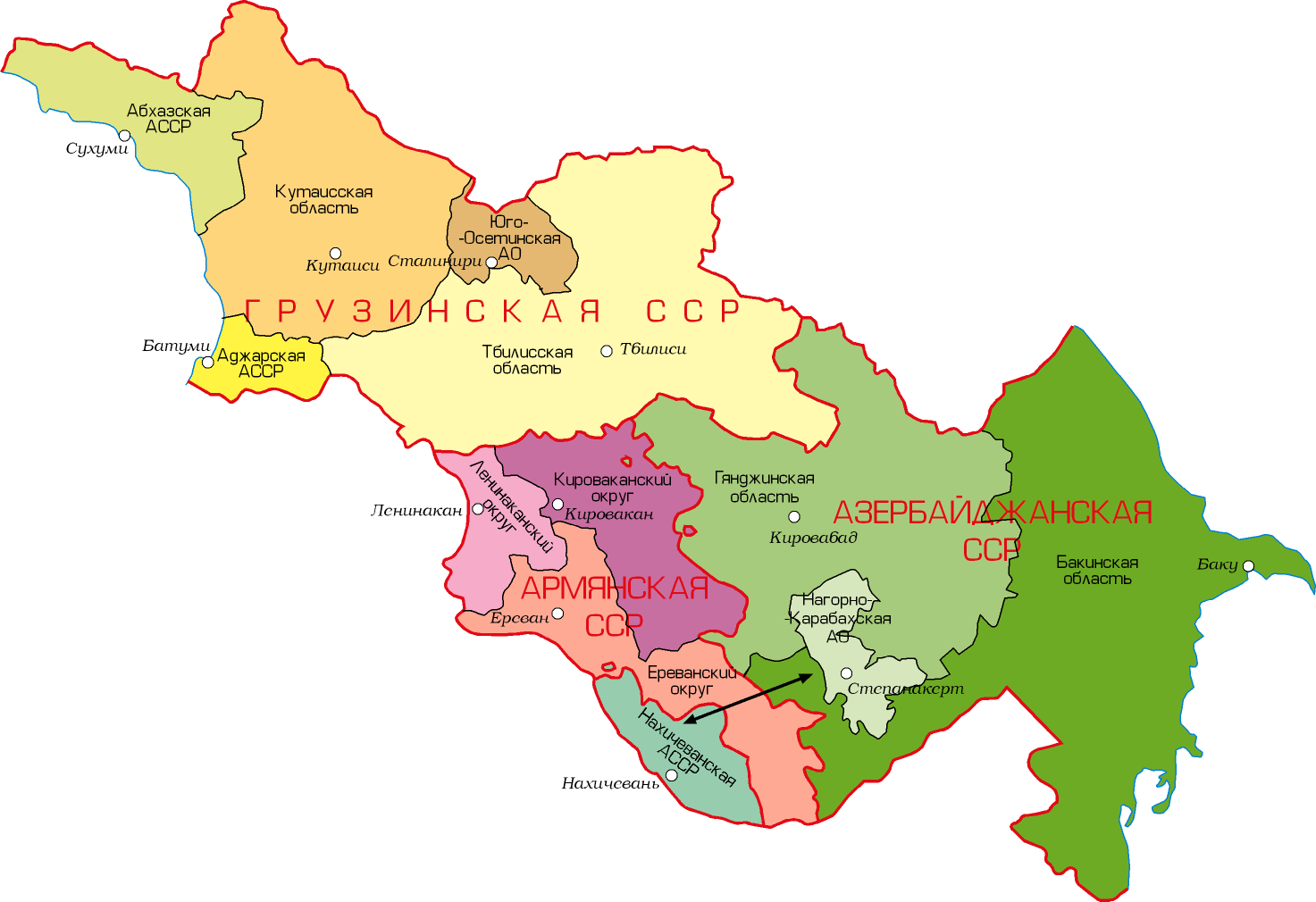
АТД Закавказья в 1952—1953 гг.

В 1930—1950-е годы число районов постепенно росло. В 1943—1944 годах к Грузинской ССР из состава РСФСР отошли части территорий упразднённых автономий Северного Кавказа:
- Итум-Калинский район (село Итум-Кали было переименовано в Ахалхеви), западная часть Шароевского района, южная часть Галанчожского и Галашкинского районов из бывшей Чечено-Ингушской АССР вошли в состав образованного Ахалхевского района Грузинской ССР, а южная часть Пригородного района бывшей ЧИАССР, а также юго-восточная часть Гизельдонского района Северо-Осетинской АССР вошли в состав Казбегского района Грузинской ССР. Все вышеуказанные территории были возвращены в РСФСР в 1957 году при восстановлении ЧИАССР.
- Микояновский (город Микоян-Шахар был переименован в Клухори) и Учкуланский районы из состава бывшей Карачаевской автономной области, а также южные части Эльбрусского и Нагорного районов Кабардино-Балкарской АССР — был образован Клухорский район Грузинской ССР. 14 марта 1955 года Указом Президиума ВС СССР Клухорский район был передан в состав Ставропольского края РСФСР.

В начале 1950-х годов была попытка создания региональных единиц: Указом Президиума Верховного Совета СССР от 5 ноября 1951 года были образованы Тбилисская (объединявшая всю Восточную Грузию кроме Южной Осетии) и Кутаисская (районы Западной Грузии кроме Аджарии и Абхазии) области. Спустя 2 года эксперимент был признан неудачным, и обе области упразднили Указом Президиума Верховного Совета СССР от 23 апреля 1953 года.
20 сентября 1990 года Совет народных депутатов ЮОАО провозгласил Юго-Осетинскую Советскую демократическую республику, в ответ 11 декабря 1990 года Верховный Совет Грузии упразднил Юго-Осетинскую АО. 21 декабря 1991 года Верховный Совет Южной Осетии принимает Декларацию о независимости Республики Южная Осетия. В результате грузино-югоосетинского конфликта Южная Осетия добилась де-факто независимости. 25 августа 1990 года Абхазская АССР была провозглашена суверенной Абхазской Советской Социалистической Республикой. Верховный Совет Абхазии 23 июля 1992 г. переименовал Абхазскую ССР в Республику Абхазия, денонсировал Конституцию Абхазской АССР 1978 года и объявил о восстановлении действия Конституции (Основного Закона) ССР Абхазии 1925 года, которая, в свою очередь, придавала Абхазии статус договорной республики в конфедерации с Грузией. Эти разногласия привели к вооружённому конфликту (см. Грузино-абхазский конфликт), в ходе которого Абхазия, также добилась де-факто независимости.

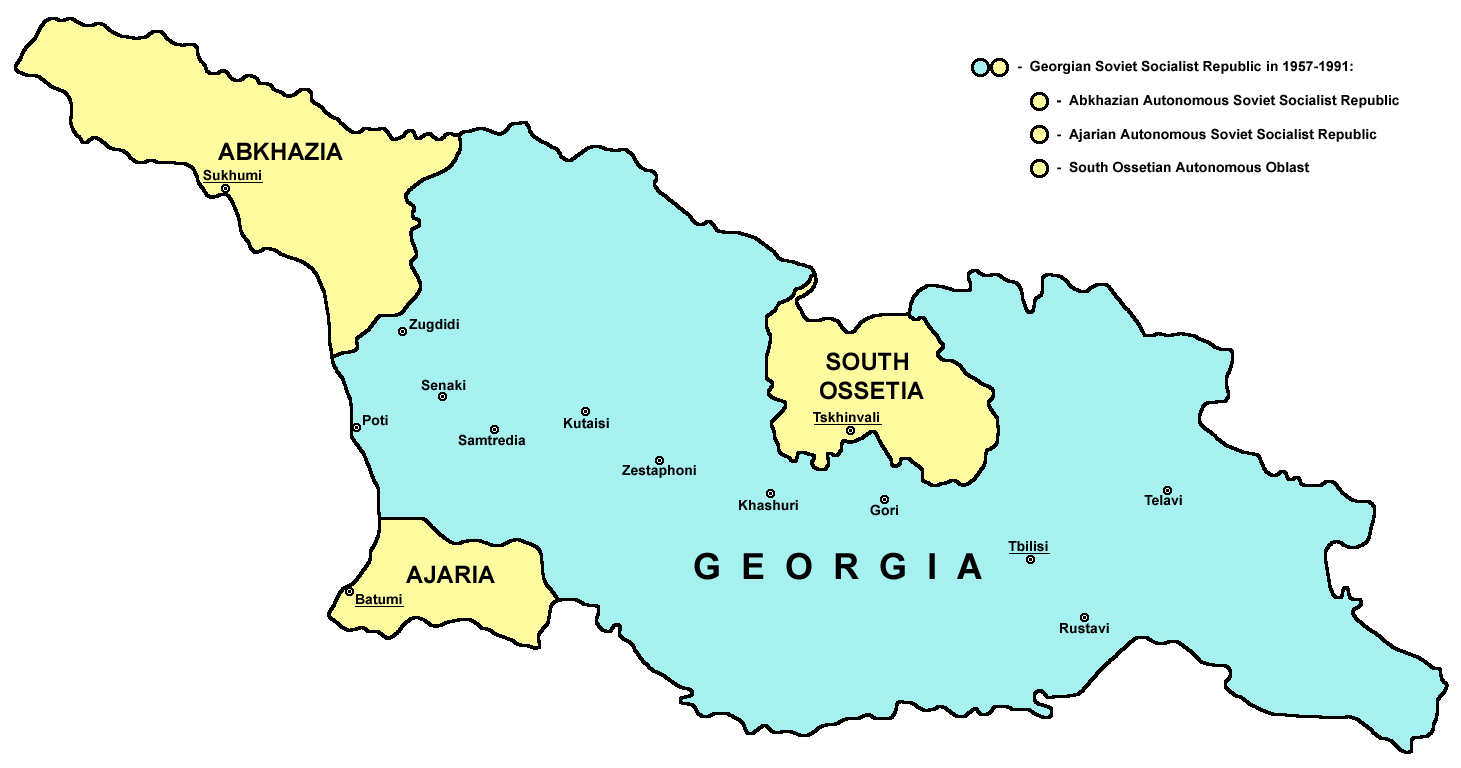
АТД Грузинской ССР в 1957—1991 гг.

### Грузия
В конце 1990-х годов в Грузии был введен дополнительный (верхний над районами) иерархический уровень административных единиц — края (груз. მხარე мхарэ, мн. ч. მხარეები мхарээби).
В 2006 году все районы были преобразованы в муниципалитеты.